# ماسة كولينان

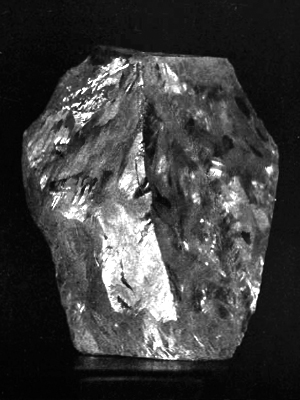
الماسة الخام.

ماسة كولينان، هي أكبر ماسة خام تم العُثور عليه على الإطلاق، تزن 3,106.75 قيراطًا تم اكتشافُها في المنجم رقم 2 الواقع في كولينان، جنوب إفريقيا، في 26 يناير 1905. سُميت على اسم «توماس كولينان»، مالك المنجم. في أبريل 1905، تم طرحُها للبيع في لندن، على الرغم من الاهتمام الكبير، ظلت الماسة غير مباع لعامين. في عام 1907، اشترت حكومة مُستعمرة ترانسفال وقدمها رئيس الوزراء «لويس بوثا» إلى إدوارد السابع، ملك المملكة المُتحدة، أوكلها الأخير إلى الصائغ «جوزيف عشير» والذي فَلَقها وصَقلها في أمستردام.
أنتجت ماسة كولينان أحجارًا من قطع وأحجام مُختلفة، سُمى أكبرُها كولينان الأولى والمعروفة «بنَجمة افريقيا الكُبرى»، يبلغ وزنها 530.4 قيراطًا وهي أكبر ماسة مقطوعة في العالم، تستريح اليوم على رأس صولجان الصليب الملكي. ثاني أكبرها هي كولينان الثانية أو «النَجم الثاني لأفريقيا»، وتزن 317.4 قيراطًا، مثبته على تاج إمبريال ستيت. سبعة ماسات أخرى، تزن ما مجموعه 208.29 قيراطًا، كانت مملوكة مُلكية خاصة «لإليزابيث الثانية»، التي ورثتها من جدتها، الملكة «ماري»، في عام 1953.

## الاكتشاف والتاريخ المبكر
تشير التقديرات إلى أن ماسة كولينان قد تشكلت في منطقة انتقالية على عمق 410-660 كم ووصلت إلى السطح منذ 1.18 مليار سنة. تم العثور عليها بعمق 5.5 متر تحت السطح في منجم بريمير في كولينان، جنوب إفريقيا، بواسطة «فريدريك ويلز»، مُدير المنجم، في 26 يناير 1905. بلغ طولها 10.1 سم، وعرضها 6.35 سم، وعمقها 5.9 سم، ووزنُها 3106 قيراطًا. أطلقت عليه الصحف اسم «ماسة كولينان»، في إشارة إلى السير «توماس كولينان»، الذي افتتح المنجم في عام 1902. كان حجمُها ثلاثة أضعاف حجم ماسة اكسلسيور، التي تم العُثور عليها في عام 1893 في منجم جاجرسفونتين، والتي تزن 972 قيراطًا. كانت أربعة من أسطُحها الثمانية ناعمة، مِما يُشير إلى أنها كانت ذات يوم جزءًا من حجر أكبر بكثير تكسر بفعل القوى الطبيعية. كان لونها أزرق مائل للبياض وتحتوي على جيب صغير من الهواء، والتي تعكس عند زوايا معينة قوس قزح، أو حلقات نيوتن.
بعد وقت قصير من اكتشافها، عُرضت كولينان على الملأ في معرض ستاندرد بنك في جوهانسبرج، حيث شاهده ما يقدر بنحو 8000-9000 زائر. في أبريل 1905، تم إيداع الحجر الخام لدى وكيل مبيعات منجم بريمير في لندن، نظرًا لقيمتها الهائلة، تم تعيين مجموعة مُحققين على متن باخرة شاعَ بأنها تحمل الحجر، وتم وضع طرد في خزنة القبطان وحراسته طوال الرحلة. لقد كان تكتيكًا للتمويه، فالحجر الموجود على تلك السفينة كان مُزيفًا، ويهدُف إلى جذب أولئك المُهتمين بسرقتها. تم إرسال كولينان إلى المملكة المتحدة في صندوق عادي عبر البريد المُسجل. عند وصولها إلى لندن، تم نقله إلى قصر باكنغهام للتفتيش من قبل الملك «إدوارد السابع».

### تقديمها إلى إدوارد السابع
اقترح رئيس وزراء ترانسفال، «لويس بوثا»، شراء الماس «لإدوارد السابع» «كرمز لولاء وتعلق شعب ترانسفال بعرش وشخص جلالة الملك». في أغسطس 1907، تم إجراء تصويت في المجلس التشريعي، على مصير كولينان، وتم قبول اقتراح يصرح بالشراء بأغلبية 42 صوتًا مقابل 19 ضده. في البداية، نصح «هنري كامبل بانرمان»، رئيس الوزراء البريطاني آنذاك، الملك برفض العرض، لكنه قرر فيما بعد السماح «لإدوارد السابع» باختيار قبول الهدية أم لا. في النهاية، أقنعه «ونستون تشرشل»، وكيل وزارة المُستعمرات آنذاك. ولعنائه، تم إرسال نسخة طبق الأصل من الحجر إلى تشرشل، والتي استمتع بالتباهي بها للضيوف على طبق من الفضة. اشترت حكومة مٌستعمرة ترانسفال الماسة في 17 أكتوبر 1907 مقابل 150 ألف جنيه إسترليني. نظرًا لضريبة 60٪ على أرباح التعدين، تلقت وزارة الخزانة بعضًا من أموالها من شركة منجم بريمير للماس.
تم تقديم الماس إلى الملك في قصر ساندريغهام من قبل الوكيل العام للمُستعمرة، السير «ريتشارد سليمان»، في 9 نوفمبر 1907 - عيد ميلاده السادس والستين - في حضور مجموعة كبيرة من الضيوف، بما في ذلك ملكة السويد، ملكة إسبانيا ودوق وستمنستر. طلب الملك من سكرتيره، اللورد «إلجين»، الإعلان عن قبوله الهدية «لي ولخلفائي» وأنه سيضمن «حفظ هذه الماسة الفريدة من نوعها بين الجواهر التاريخية التي تُشكل موروثات التاج.».

### جوزيف عشير

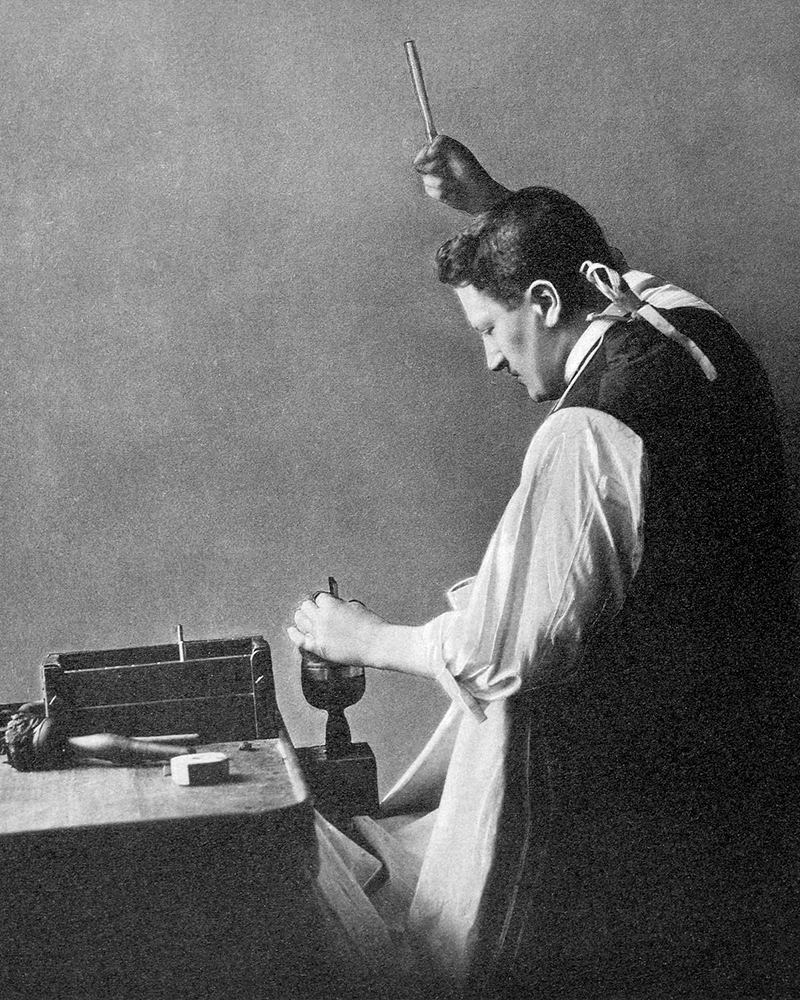
«جوزيف عشير» يَفلُق كولينان.

اختار الملك «جوزيف عشير» وشركاه من أمستردام من أجل فلق وصياغة الحجر الخام إلى جواهر من مختلف القطع والأحجام. حصل عليها «إبراهيم عشير» من المكتب الاستعماري بلندن في 23 يناير 1908. عاد إلى هولندا بالقطار وبالعبّارة ومعه الماس في جيب معطفه. في هذه الأثناء، حملت سفينة تابعة للبحرية الملكية صندوقًا فارغًا عبر بحر الشمال، من اجل التخلُص من اللصوص المُحتملين. حتى القبطان لم يكن يعلم أن شحنته «الثمينة» كانت شركًا.
في 10 فبراير 1908، قام «جوزيف عشير» بتقسيم الحجر الخام إلى نصفين في مصنعه لقطع الماس في أمستردام. في ذلك الوقت، لم تكن التكنولوجيا قد تطورت بعد لضمان جودة المعايير الحديثة، وكان قطع الماس صعبًا ومحفوفًا بالمخاطر. بعد أسابيع من التخطيط، تم إجراء شق بعمق 1.3 سم لتمكين «عشير» من شق الماسة بضربة واحدة. استغرق إجراء الشق وحده أربعة أيام، وكسر سكينه الفولاذي في المُحاولة الأولى، ولكن تم تركيب سكين ثان في الأخدود وقسمها نظيفًا إلى قسمين على طول واحدة من أربع انقسامات بلورية مُحتملة. إجمالًا، استغرق شق وقطع الماس ثمانية أشهر، بحيث عمل ثلاثة أشخاص 14 ساعة يوميًا لإكمال المُهمة.
كتب «ماثيو هارت» في كتابه الصادر سنة (2002) «الماس: رحلة إلى قلب الهوس»: «يَروى حكاية «جوزيف عشير»، أعظم صائغ في ذلك الوقت، وذلك عندما استعد لفلق أكبر ماسة معروفة على الإطلاق... كان لديه طبيب ومُمرضة واقفين، وعندما ضرب الماس أخيرًا... أغمي عليه». يبدد اللورد «إيان بلفور»، في كتابه «الماس الشهير» الصادر سنة (2009)، قصة الإغماء. عندما سمع لويس ابن أخ جوزيف القصة، هتف «لن يغمى على عشير أبدًا لاي سبب».

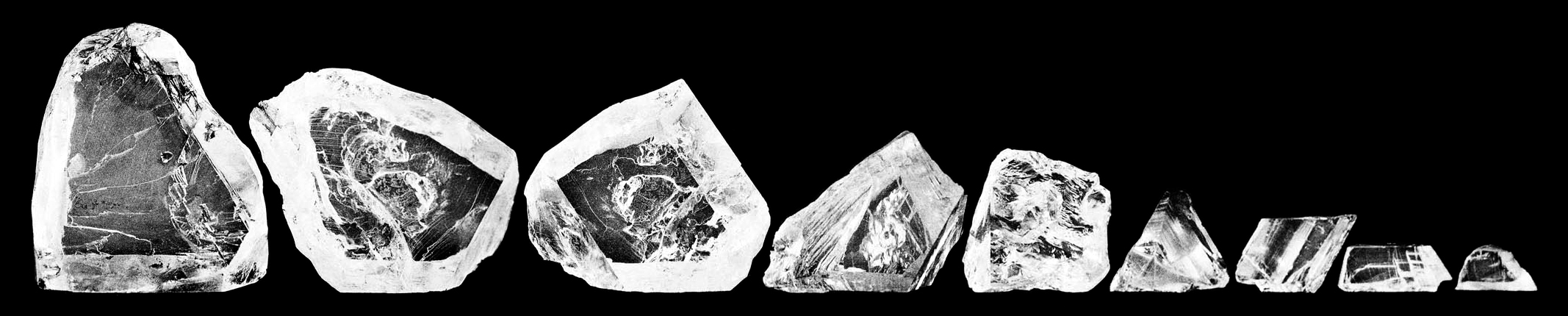
الأحجار التسعة التي انفصلت عن الماسة كولينان الخام.

### قُطع الماس كولينان

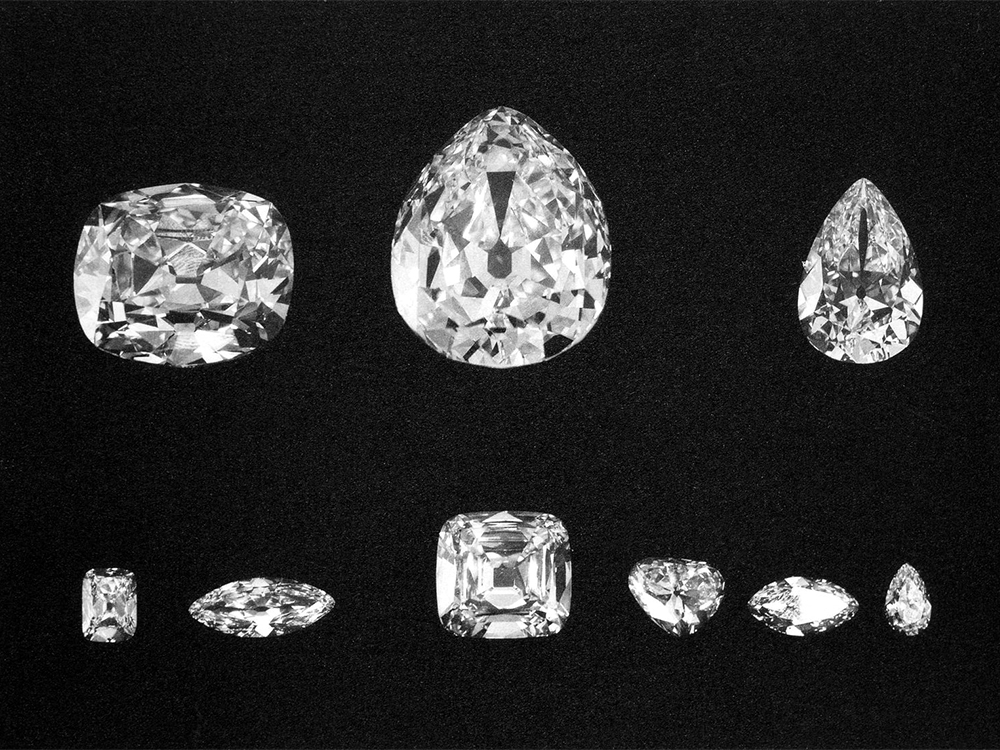
الأحجار التسعة الرئيسية. أعلى: كولينان الثانية والاولى والثالثة. أسفل: كولينان الثامنة والسادسة والرابعة والخامسة والسابعة والتاسعة.

أنتجت كولينان 9 أحجار رئيسية تزن 1055.89 قيراطًا إجمالاً، بالإضافة إلى 96 مادة ملساء صغيرة وبعض الأجزاء غير المصقولة التي تزن 19.5 قيراطًا. بقيت جميع الأحجار باستثناء أكبر حجرين - كولينان الأولى والثانية - في أمستردام بالترتيب كرسوم لاتعاب «عشير»، حتى اشترتها حكومة جنوب إفريقيا (باستثناء كولينان السادسة، التي اشتراها «إدوارد السابع» وأعطاها لزوجته الملكة «الكسندرا» في عام 1907)، وقدمها المفوض السامي لجنوب إفريقيا إلى الملكة «ماري» في 28 يونيو 1910. كما ورثت «ماري» كولينان السادسة من «الكسندرا»، وتركت كل ما لديها من الماس كولينان لحفيدتها «إليزابيث الثانية» في عام 1953. كولينان الأول والثانية هما جزء من جواهر التاج الملكي، والتي تنتمي إلى الملك الموجود على يمين التاج.
باعَ «عشير» الحجارة الصغيرة إلى حكومة جنوب إفريقيا، التي وزعتها على الملكة «ماري»؛ «لويس بوثا»، رئيس وزراء جنوب إفريقيا آنذاك؛ تجار الماس «آرثر وألكسندر ليفي»، اللذان أشرفوا على قطع كولينان؛ و«جاكوب رومين»، الذي شارك في تأسيس أول نقابة تجارية لصناعة الماس. وضعت الملكة «ماري» بعضها في سلسلة طويلة من البلاتين، لم ترتدي «إليزابيث» السلسلة علنًا، قائلة «إنها تدخل في الحساء». في الستينيات من القرن الماضي، تم تحليل ماسين صغيرين من ألماسة كولينان مملوكين لورثة «لويس بوثا» في مختبرات دي بيرز في جوهانسبرج ووجد أنهما خاليان تمامًا من النيتروجين أو أي شوائب أخرى. تم فحص كولينان الأولى ووالثانية في الثمانينيات من قبل علماء الأحجار الكريمة في برج لندن وكلاهما صنف على أنه عديم اللون.

#### كولينان الأولى
أو «نجمة أفريقيا الكبرى»، هي ماسة لامعة ذات قطع بندلوك تزن 530.2 قيراط ولها 74 وجهًا. تم وضعُها في الجزء العلوي من الصولجان الملكي مع الصليب الذي كان لا بد من إعادة تصميمه في عام 1910 لاستيعابها. تم تجاوز كولينان الأولى كأكبر ماسة مقطوعة في العالم من قبل ماسة اليوبيل الذهبية البالغ وزنُها 545.67 قيراط في عام 1992. من حيث الوضوح، لديها عدد قليل من الانقسامات الصغيرة وقطعة صغيرة من الحبيبات. الماسة 5.89 سم × 4.54 سم × 2.77 سم مزود بحلقات يمكن إخراجها ليتم ارتداؤها كقلادة معلقة مع كولينان الثانية لعمل بروش. غالبًا ما كانت الملكة «ماري»، زوجة «جورج الخامس»، ترتديه بهذا الشكل. في عام 1908، بلغت قيمة الحجر 2.5 مليون دولار أمريكي (ما يعادل 52 مليون دولار أمريكي في عام 2020) - ضعف ونصف القيمة المقدرة لكولينان الخام.

#### كولينان الثانية

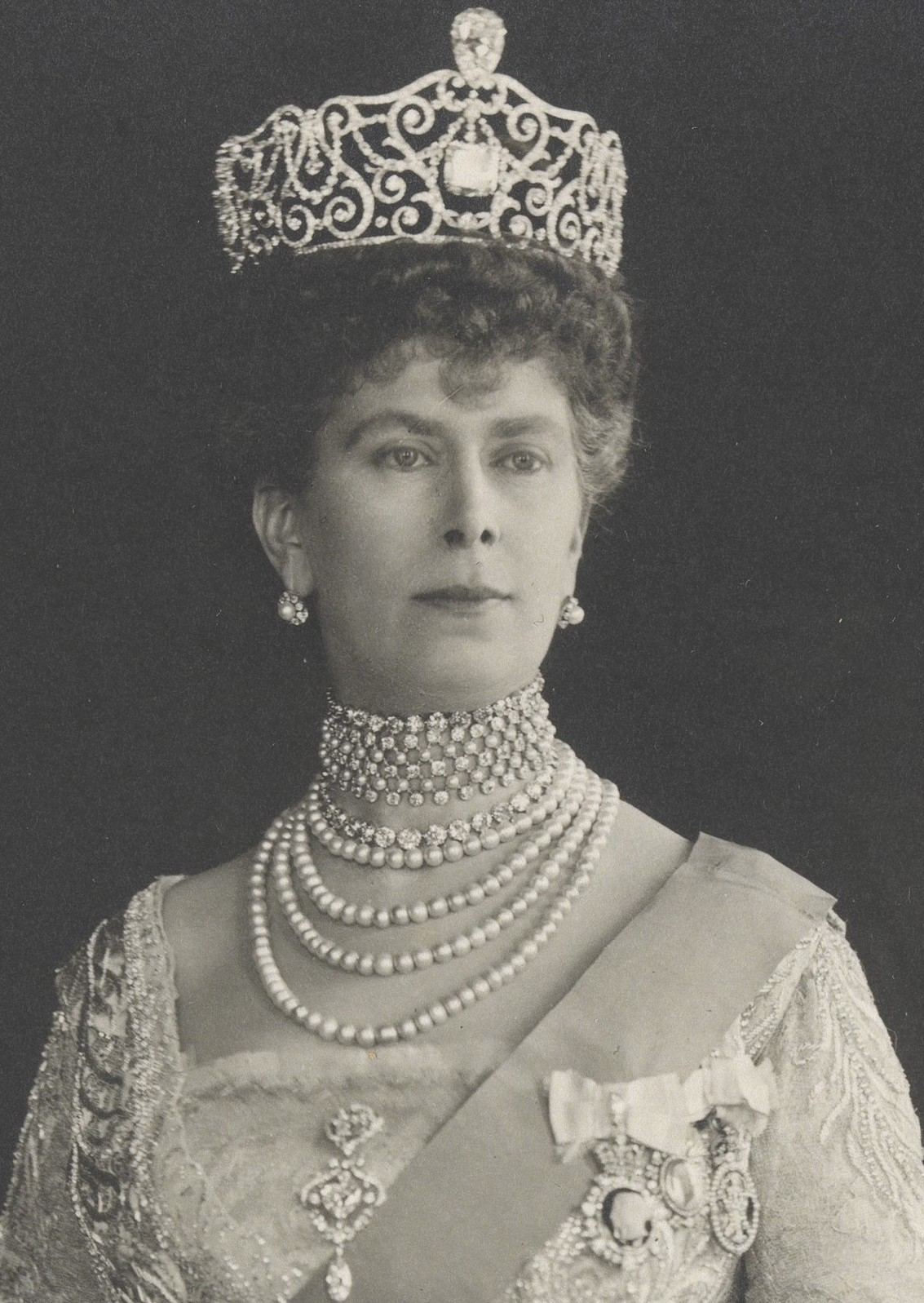
الملكة «ماري» ترتدي كولينان الأولى والثانية كبروش على صدرها، والثالثة كقلادة على عقد التتويج، والرابعة في قاعدة التاج، أسفل ماسة الكوه نور.

أو «نجمة أفريقيا الثانية»، ماسة ذات قطع وسادة لها 66 وجهًا وتزن 317.4 قيراطًا موجودة في مقدمة تاج الامبراطورية، أسفل ياقوت الأمير الأسود (عبارة عن بَلَخْش كبير). يبلغ مقاسُها 4.54 سم × 4.08 سم × 2.42 سم. تحتوي الماسة على عدد من العيوب الصغيرة والخدوش على الجانب ورقاقة صغيرة في المُقدمة. مثل كولينان الأولى، يتم تثبيته في مكانها بواسطة حاوية من الذهب، مثبتة على التاج.

#### كولينان الثالثة
أو «نجمة أفريقيا الصغرى»، ذات قطع كمثرى تزن 94.4 قيراطًا. في عام 1911، قامت الملكة «ماري»، زوجة «جورج الخامس»، بوضعها في أعلى صليب التاج الذي اشترته شخصيًا لتتويجها. في عام 1912، تم تعديل تاج دلهي دوربار، الذي ارتدته «ماري» في العام السابق بدلاً من التاج في دلهي دوربار، حيث ارتدى زوجها التاج الإمبراطوري للهند، لتلائم كولينان الثالثة والرابعة. في عام 1914، تم استبدال كولينان الثالثة بشكل دائم على التاج بنموذج بلوري. غالبًا ما كانت إليزابيث الثانية ترتدي كولينان الثالثة مع كولينان الرابعة كبروش. في المجموع، يبلغ طول البروش 6.5 سم وعرضه 2.4 سم. تم استخدام كولينان الثالثة أيضًا كقلادة على عقد التتويج، حيث تم استبداله أحيانًا بوزن 22.4 قيراط من الماس لاهور.

#### كولينان الرابعة
يشار إليها أيضًا باسم «نجمة أفريقيا الصغرى»، ذات قطع مربعة تزن 63.6 قيراطًا. تم وضعُها أيضًا في قاعدة تاج الملكة «ماري» ولكن تمت إزالته في عام 1914. في 25 مارس 1958، بينما كانت هي والأمير «فيليب» في زيارة رسمية لهولندا، كشفت الملكة «إليزابيث الثانية» أن كولينان الثالثة والرابعة معروفان في عائلتها باسم «رقائق الجدة». لقد زاروا شركة الماس عشير، حيث تم قطع كولينان قبل 50 عامًا. كانت هذه هي المرة الأولى التي ترتدي فيها الملكة الدبابيس علنًا. خلال زيارتها، قامت بفك دبوس الزينة وعرضته على «لويس عشير»، ابن شقيق «جوزيف عشير»، الذي قام بتقسيم الماس الخام. كانَ يبلغ من العمر 84 عامًا، وقد تأثر بشدة لأن الملكة أحضرت الماس معها، مدركًا كم سيعني بالنسبة له رؤيتهم مرة أخرى بعد سنوات عديدة.

#### كولينان الخامسة
مقطوعة على شكل قلب تبلغ من الوزن 18.8 قيراط مرصع في وسط بروش من البلاتين. تم تصميم البروش لاظهار كولينان الخامسة وهو مرصع على طريقة البافيه بحواف من الماس الأصغر. يمكن تعليقه من بروش الثامنة ويمكن استخدامه للتعليق من قلادة السابعة. غالبًا ما كانت ترتديه الملكة «ماري» بهذا الشكل.

#### كولينان السادسة
مقطوعة بشكل ماركيز وتزن 11.5 قيراطًا. تتدلى من بروش يحتوي على كولينان الثامنة. يمكن أيضًا تركيب كولينان السادسة مع الثامنة معًا لصنع بروش آخر، محاط بنحو 96 ماسة أصغر. تم إنشاء التصميم في نفس الوقت تقريبًا الذي تم فيه تصميم بروش كولينان الخامسة على شكل قلب، وكلاهما له شكل مُماثل.

#### كولينان السابعة
أيضًا مقطوعة بشكل ماركيز وتزن 8.8 قيراطًا. أعطاه «إدوارد السابع» في الأصل لزوجته الملكة «الكسندرا». بعد وفاتها، أعطت الجوهرة للملكة «ماري»، التي وضعتها كقلادة معلقة من قلادة دلهي دوربار المُرصعة بالماس والزمرد.

#### كولينان الثامنة
ماسة مقطوعة بشكل مُستطيل تزن 6.8 قيراط. جنبًا إلى جنب مع كولينان السادسة تُشكل بروش.

#### كولينان التاسعة
هي أصغر ماسة رئيسية يتم الحصول عليه من كولينان الخام. وهي عبارة عن حجر مُتدرج مقطوع بشكل كُمثرى، يزن 4.39 قيراطًا، ومرصع في حلقة من البلاتين تُعرف باسم خاتم كولينان التاسع.